# Ergebnisse der Wahlen zum Europäischen Parlament in Dänemark
Die folgenden Tabellen gibt die Ergebnisse der Direktwahlen zum Europäischen Parlament in Dänemark wieder.

## Graphische Darstellung der Sitzverteilungen
Angegeben sind die Parteibuchstaben.
| 1979 | F | A | A | A | V | V | V | M | C | C | Z | N | N | N | N |   |
| 1984 | F | F | A | A | A | V | V | M | C | C | C | C | N | N | N | N |
| 1989 | F | A | A | A | A | V | V | V | M | M | C | C | N | N | N | N |
| 1994 | F | A | A | A | B | V | V | V | V | C | C | C | N | N | J | J |
| 1999 | F | A | A | A | B | V | V | V | V | V | C | O | N | J | J | J |
| 2004 | F | A | A | A | A | A | B | V | V | V | C | O | N | J |   |   |
| 2009 | F | F | A | A | A | A | V | V | V | C | O | O | N |   |   |   |
| 2014 | F | A | A | A | B | V | V | C | O | O | O | O | N |   |   |   |
| 2019 | Ø | F | F | A | A | A | B | B | V | V | V | C | O |   |   |   |

## Tabelle der Ergebnisse
Die Tabelle enthält Parteibuchstabe, Name der Partei, Stimmenanteil in Prozent und gewonnene Mandate.
| Partei | Partei                                    | 1979   | 1979 | 1984   | 1984 | 1989   | 1989 | 1994   | 1994 | 1999   | 1999 | 2004   | 2004 | 2009   | 2009 | 2014   | 2014 |
| ------ | ----------------------------------------- | ------ | ---- | ------ | ---- | ------ | ---- | ------ | ---- | ------ | ---- | ------ | ---- | ------ | ---- | ------ | ---- |
| A      | Socialdemokraterne                        | 21,8 % | 3    | 19,3 % | 3    | 23,3 % | 4    | 15,8 % | 3    | 16,5 % | 3    | 32,6 % | 5    | 21,5 % | 4    | 19,1 % | 3    |
| N      | Folkebevægelsen mod EU                    | 20,9 % | 4    | 20,7 % | 4    | 18,9 % | 4    | 10,3 % | 2    | 7,3 %  | 1    | 5,2 %  | 1    | 7,2 %  | 1    | 8,1 %  | 1    |
| V      | Venstre                                   | 14,4 % | 3    | 12,4 % | 2    | 16,6 % | 3    | 19,0 % | 4    | 23,4 % | 5    | 19,4 % | 3    | 20,2 % | 3    | 16,7 % | 2    |
| C      | Konservative Folkeparti                   | 14,0 % | 2    | 20,7 % | 4    | 13,3 % | 2    | 17,7 % | 3    | 8,5 %  | 1    | 11,3 % | 1    | 12,7 % | 1    | 9,1 %  | 1    |
| M/D    | Centrum-Demokraterne                      | 6,1 %  | 1    | 6,6 %  | 1    | 8,0 %  | 2    | 0,9 %  | –    | 3,5 %  | –    |        |      |        |      |        |      |
| Z      | Fremskridtspartiet                        | 5,7 %  | 1    | 3,4 %  | –    | 5,3 %  | –    | 2,9 %  | –    | 0,7 %  | –    |        |      |        |      |        |      |
| F      | Socialistisk Folkeparti                   | 4,7 %  | 1    | 9,2 %  | 2    | 9,1 %  | 1    | 8,6 %  | 1    | 7,1 %  | 1    | 8,0    | 1    | 15,9 % | 2    | 11,0 % | 1    |
| E      | Danmarks Retsforbund                      | 3,5 %  | –    |        |      |        |      |        |      |        |      |        |      |        |      |        |      |
| Y      | Venstresocialisterne                      | 3,4 %  | –    | 1,3 %  | –    |        |      |        |      |        |      |        |      |        |      |        |      |
| B      | Radikale Venstre                          | 3,3 %  | –    | 1,6 %  | –    | 2,8 %  | –    | 8,5 %  | 1    | 9,1 %  | 1    | 6,4 %  | 1    | 4,3 %  | –    | 6,5 %  | 1    |
| Q/K    | Kristeligt Folkeparti/Kristendemokraterne | 1,8 %  | –    | 2,7 %  | –    | 2,7 %  | –    | 1,1 %  | –    | 2,0 %  | –    | 1,3 %  | –    |        |      |        |      |
| J      | JuniBevægelsen                            |        |      |        |      |        |      | 15,2 % | 2    | 16,1 % | 3    | 9,1 %  | 1    | 2,4 %  | –    |        |      |
| O      | Dansk Folkeparti                          |        |      |        |      |        |      |        |      | 5,8 %  | 1    | 6,8 %  | 1    | 15,3 % | 2    | 26,6 % | 4    |
| I      | Liberal Alliance                          |        |      |        |      |        |      |        |      |        |      |        |      | 0,6 %  | –    | 2,9 %  | –    |